# Лам, Балинт
Балинт Лам (венг. Lám Bálint, р. 14 мая 1992) — венгерский борец греко-римского стиля, призёр чемпионатов Европы.

## Биография
Родился в 1992 году. В 2013 году занял 10-е место на чемпионате Европы. В 2015 году занял 5-е место на чемпионате Европы, и 14-е — на чемпионате мира. В 2015 году занял 5-е место на Европейских играх, и 12-е — на чемпионате мира. В 2017 году стал серебряным призёром чемпионата Европы, но на чемпионате мира занял лишь 22-е место. В 2018 году занял 5-е место на чемпионате Европы.